# 汽车导航系统

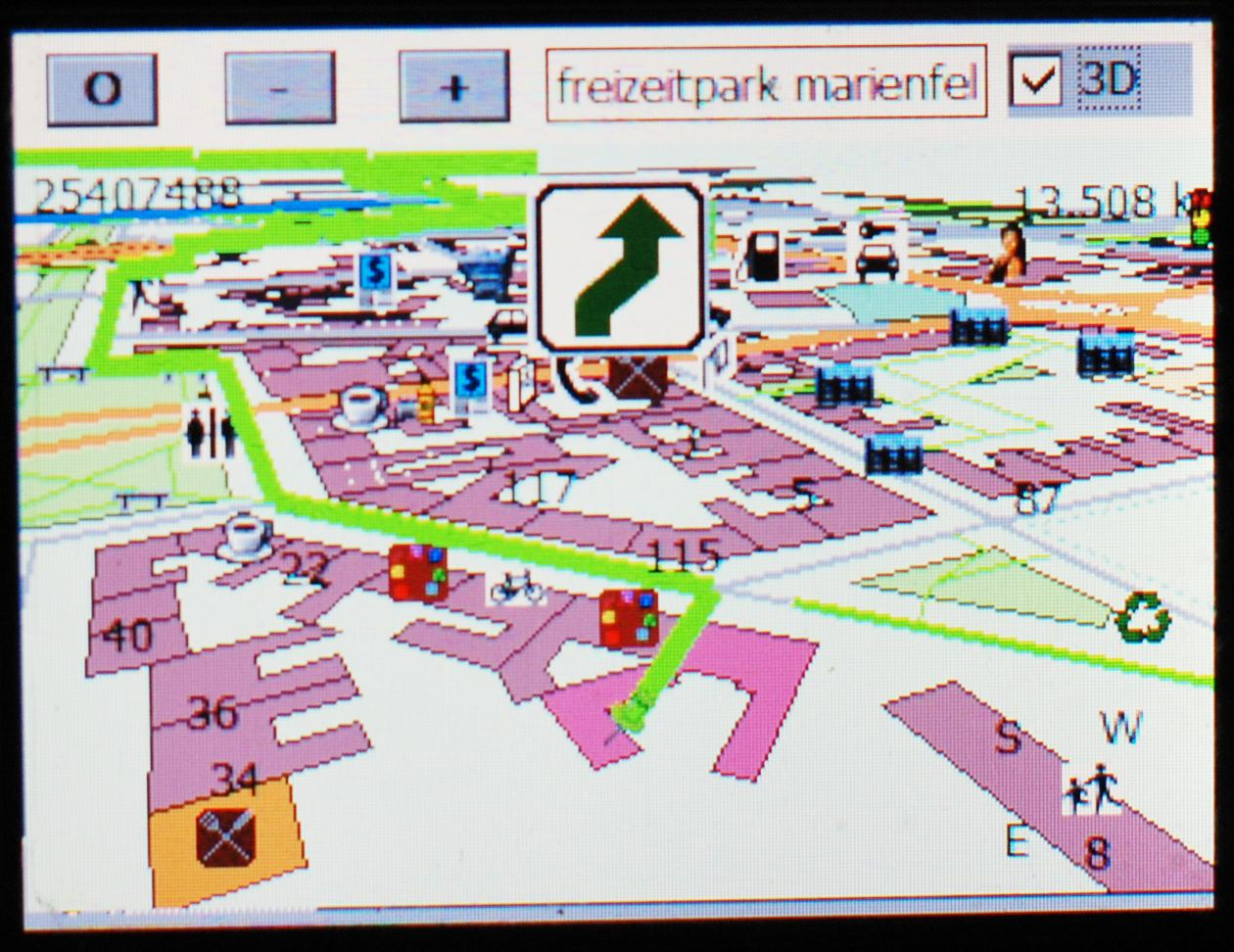
汽车导航系统界面

汽车导航系统又叫车载导航系统，是汽车內用於導航的系統或額外設備。当司機準備出發前往目的地時，汽车导航系统可以计算出路线。汽车导航系统通常使用卫星导航系统来获取汽車所在的位置数据，然后将其映射到地圖上所在的位置。從数学上來講，汽车导航是基于图论中的最短路问题來進行計算。汽车导航系统对于自动驾驶汽车的发展至关重要。
由于汽車穿越都市峽谷或隧道時可能会無法接收GPS信号或受多重路徑傳輸GPS信号的困擾，因此系統可以使用连接到传动系统的传感器、陀螺仪和加速規產生的数据进行无死角计算，以提高系統可靠性。 